# Суарес, Луис Хавьер
Луи́с Хавье́р Суа́рес Ча́ррис (исп. Luis Javier Suárez Charris; род. 2 декабря 1997[…], Санта-Марта) — колумбийский футболист, нападающий лиссабонского «Спортинга» и сборной Колумбии.

## Клубная карьера
Суарес — воспитанник клуба «Итагуи Леонес». 6 октября 2015 года в матче против «Америки» из Кали он дебютировал в колумбийской Серии B. Летом 2016 года Суарес на правах аренды перешёл в испанскую «Гранаду», где провёл в год, выступая за дублирующий состав. В 2017 году Луис подписал контракт с английским «Уотфордом», но сразу же был отдан в аренду в «Реал Вальядолид», где также выступал за команду дублёров. Летом 2018 году Суарес был арендован «Химанстиком» из Таррагоны. 20 августа в матче против «Тенерифе» он дебютировал в Сегунде. 7 октября в поединке против «Кадиса» Луис забил свой первый гол за «Химнастик».
Летом 2019 года Суарес был арендован «Сарагосой». 17 августа в матче против «Тенерифе» он дебютировал за новый клуб. В этом же поединке Луис забил свой первый гол за «Сарагосу». По итогам сезона он забил 19 голов и занял второе место в списке лучших бомбардиром чемпионата.
В 2020 году Суарес перешёл в «Гранаду», подписав контракт на 5 лет. Сумма трансфера составила 10 млн евро. 4 октября в матче против «Кадиса» он дебютировал в Ла Лиге. В матчах Лиги Европы против кипрской «Омонии» Луис забил свои первые голы за «Гранаду».
В июле 2022 года перешёл в клуб французской Лиги 1 «Олимпик Марсель». 7 августа дебютировал за «Марсель» в матче Лиги 1 против «Реймса», выйдя на замену Аркадиушу Милику на 61-й минуте матча и отличившись первыми голами за новый клуб, оформив дубль.

## Международная карьера
17 ноября 2020 года в отборочном матче чемпионата мира 2022 против сборной Эквадора Суарес дебютировал за сборную Колумбии.